# Danh sách đơn vị hành chính Liêu Ninh
Tỉnh Liêu Ninh, Trung Quốc được chia ra thành các đơn vị hành chính sau:
- 14 đơn vị cấp địa khu
  - 12 địa cấp thị
  - 2 thành phố cấp phó tỉnh (Đại Liên và Thẩm Dương)
- 100 đơn vị cấp huyện
  - 17 huyện cấp thị
  - 19 huyện
  - 8 huyện tự trị
  - 58 khu (quận)
- 1532 đơn vị cấp hương
  - 614 trấn/ thị trấn
  - 302 hương/ xã
  - 77 hương dân tộc
  - 539 nhai đạo

Tất cả các đơn vị hành chính này được giải thích chi tiết trong bài phân cấp hành chính Trung Quốc. Danh sách sau chỉ liệt kê các đơn vị hành chính cấp địa khu và cấp huyện của Liêu Ninh.
| Thành phố (địa cấp thị) | Quận | Huyện, thành phố cấp huyện (huyện cấp thị) |
| ----------------------- | --- | --- |
| • Thẩm Dương (沈阳市)   | Trầm Hà (沈河区) Hoàng Cô (皇姑区) Hòa Bình (和平区) Đại Đông (大东区) Thiết Tây (铁西区) Tô Gia Đồn (苏家屯区) Đông Lăng (东陵区) Trầm Bắc Tân (沈北新区) Vu Hồng (于洪区) | thành phố cấp huyện Tân Dân (新民市) Pháp Khố (法库县), Liêu Trung (辽中县) Khang Bình (康平县) |
| • Đại Liên (大连市)     | Tây Cương (西岗区) Trung Sơn (中山区) Sa Hà Khẩu (沙河口区) Cam Tỉnh Tử (甘井子区) Lữ Thuận Khẩu (旅顺口区) Kim Châu (金州区)                                               | thành phố cấp huyện Ngõa Phòng Điếm (瓦房店市) thành phố cấp huyện Phổ Lan Điếm (普兰店市) thành phố cấp huyện Trang Hà (庄河市) Trường Hải (长海县)                                                 |
| • An Sơn (鞍山市)       | Thiết Đông (铁东区) Thiết Tây (铁西区) Lập Sơn (立山区) Thiên Sơn (千山区)                                                                                                  | thành phố cấp huyện Hải Thành (海城市) Đài An (台安县) huyện tự trị dân tộc Mãn Tụ Nham (岫岩满族自治县)                                                                                             |
| • Phủ Thuận (抚顺市)    | Thuận Thành (顺城区) Tân Phủ (新抚区) Đông Châu (东洲区) Vọng Hoa (望花区)                                                                                                  | Phủ Thuận (抚顺县) huyện tự trị dân tộc Mãn Thanh Nguyên (清原满族自治县) huyện tự trị dân tộc Mãn Tân Tân (新宾满族自治县)                                                                          |
| • Bản Khê (本溪市)      | Bình Sơn (平山区) Minh Sơn (明山区) Khê Hồ (溪湖区) Nam Phân (南芬区) | huyện tự trị dân tộc Mãn Bản Khê (本溪满族自治县) huyện tự trị dân tộc Mãn Hoàn Nhân (桓仁满族自治县)                                                                                                |
| • Đan Đông (丹东市)     | Chấn Hưng (振兴区) Nguyên Bảo (元宝区) Chấn An (振安区) | thành phố cấp huyện Đông Cảng (东港市) thành phố cấp huyện Phượng Thành (凤城市) huyện tự trị dân tộc Mãn Khoan Điện (宽甸满族自治县)                                                                |
| • Cẩm Châu (锦州市)     | Thái Hòa (太和区) Cổ Tháp (古塔区) Lăng Hà (凌河区) | thành phố cấp huyện Lăng Hải (凌海市) thành phố cấp huyện Bắc Trấn (北镇市) Hắc Sơn (黑山县), Nghĩa huyện (义县)                                                                                     |
| • Dinh Khẩu (营口市)    | Trạm Tiền (站前区) Tây Thị (西市区) Bá Ngư Khuyên (鲅鱼圈区) Lão Biên (老边区)                                                                                              | thành phố cấp huyện Đại Thạch Kiều (大石桥市) thành phố cấp huyện Cái Châu (盖州市) |
| • Phụ Tân (阜新市)      | Hải Châu (海州区) Tân Khâu (新邱区) Thái Bình (太平区) Thanh Hà Môn (清河门区) Tế Hà (细河区)                                                                               | Chương Vũ (彰武县) huyện tự trị dân tộc Mông Cổ Phụ Tân (阜新蒙古族自治县) |
| • Liêu Dương (辽阳市)   | Bạch Tháp (白塔区) Văn Thánh (文圣区) Hoành Vĩ (宏伟区) Thái Tử Hà (太子河区) Cung Trường Lĩnh (弓长岭区)                                                                   | thành phố cấp huyện Đăng Tháp (灯塔市) Liêu Dương (辽阳县) |
| • Bàn Cẩm (盘锦市)      | Song Đài Tử (双台子区) Hưng Long Đài (兴隆台区) | Bàn Sơn (盘山县), Đại Oa (大洼县) |
| • Thiết Lĩnh (铁岭市)   | Ngân Châu (银州区) Thanh Hà (清河区) | thành phố cấp huyện Điệu Binh Sơn (调兵山市) thành phố cấp huyện Khai Nguyên (开原市) Thiết Lĩnh (铁岭县), Xương Đồ (昌图县) Tây Phong (西丰县)                                                      |
| • Triều Dương (朝阳市)  | Song Tháp (双塔区) Long Thành (龙城区) | thành phố cấp huyện Lăng Nguyên (凌源市) thành phố cấp huyện Bắc Phiếu (北票市) Triều Dương (朝阳县), Kiến Bình (建平县) huyện tự trị dân tộc Mông Cổ Khách Lạt Thấm Tả Dực (喀喇沁左翼蒙古族自治县) |
| • Hồ Lô Đảo (葫芦岛市)  | Long Cảng (龙港区) Nam Phiếu (南票区) Liên Sơn (连山区) | thành phố cấp huyện Hưng Thành (兴城市) Tuy Trung (绥中县), Kiến Xương (建昌县) |